# ふるさと紀行
『ふるさと紀行』（ふるさときこう）は、1963年5月2日から2007年9月30日まで東海テレビで放送された紀行番組。

## 番組の歩み
1963年5月2日に愛知県の「鳳来寺山」の回から始まって以来、40年来の歴史を誇っていた長寿番組である。1962年11月に放送を開始した『東海文学散歩』が本番組の源流にあたり、東海地方の文学作品の舞台となった地を訪れる番組であった。本番組は取材対象を日本全国に広げることによって開始した。概ね半年〜1年間を1つの区切りに様々なテーマを設け、その内容に沿った日本の原風景を映像と東海テレビのアナウンサーの語りで紹介していた。番組タイトルは『ふるさと紀行 -夢ごよみ-』や『ふるさと紀行 -家族-』といったように、その年ごとに設けたテーマをサブタイトルとして付随させるのが慣例になっていた。1969年10月7日から放送を開始した『日本の四季』よりカラー放送になる。
1982年には放送1000回を記念して番組初の海外取材を行った『長江から　日本文化の源流を探る』が放送され、その後も中華人民共和国の河川長江を題材にした紀行番組『長江のうた』（1984年10月 - 1985年3月）、『長江のうたII』（1985年9月 - 1986年3月）が放送された。
この番組は他のフジテレビ系列でも放送されていた。キー局のフジテレビジョンや準キー局の関西テレビでは開始当初から放送されたが2004年3月に打ち切られ、この時にネット局は石川テレビ放送と福井テレビジョン放送のみとなった。しかし、2006年4月からはテレビ西日本、2007年4月からはKBS京都でも放送が開始された。ただし、テレビ西日本では1年遅れの内容で、KBS京都では1か月遅れの内容で放送されていた。また、テレビ新広島でも土曜早朝に放送されていた。
2004年からはハイビジョン制作へと移行したが、テレビ西日本では地上デジタル放送においても標準画質 (SD) で放送されていた。これは、テレビ西日本が地上デジタル放送を開始したのが2006年7月であり、放送開始当時は同局にハイビジョン設備と言えるものがほとんどなく、VTR録画の際に東海テレビからは従来通りのSD放送しか受信できなかったためである。
また、日本国外でもヨーロッパ、北アフリカ、アメリカ、カナダ、イランで一部の回が放送されていた。
番組は放送開始当初から名鉄グループの一社提供で放送されていた。当初は、新名古屋駅（現:名鉄名古屋駅）を発車する（つまり地下から地上に出てくる）名鉄電車の姿が(オーケストラのBGM）、また後年には博物館明治村やリトルワールドの背景（名鉄イメージソング「しなやかな風」のBGM）をバックにするなど、番組末期まで形は変われど名鉄グループ各社の社名をロールスクリーン方式で紹介するオープニングがあった。また、週替わりでグループ会社のCMを流していた。なお、地元東海テレビ以外のネット局向けには、名鉄沿線の観光施設のCMが主に放送されていたほか、ネット局地域の名鉄グループの企業CM（例として、福井テレビでは当時名鉄グループだった福井鉄道）も流された。
しかし、後に名鉄が実施したリストラの一環により、2006年3月の放送を最後に同グループはスポンサーから撤退。提供枠をその翌月からスタートした番組『夢のちから』へと移し替えた。1963年5月から始まったこの長寿番組は2007年9月30日に放送した姫路城を取り上げた回が最後の放送となり、その44年余りの歴史に幕を閉じた。
2023年7月には東海テレビ開局65年を記念し実質上の復活特番『令和ふるさと紀行』が放送（ナビゲーター鷲見玲奈）。24年3月にも新作が放送された（ナビゲーター元フジテレビアナウンサー近藤サト）。いずれも名鉄グループ提供。
2011年にはBS11にて『ふるさと紀行』という同名の番組が4回シリーズで放送されたが、この番組とは無関係である。

## 放送時間
いずれもJST。

### 東海テレビでの放送時間
- 木曜日 23:00 - 23:15 （1963年5月2日 - 1965年3月）　 [4] [5]
- 月曜日 22:30 - 22:45 （1965年4月 - 1965年9月）
- 木曜日 22:45 - 23:00 （1965年10月 - 1969年3月）
- 水曜日 22:45 - 23:00 （1969年4月 - 1969年9月）
- 火曜日 22:45 - 23:00 （1969年10月 - 1971年3月）
- 水曜日 22:45 - 23:00 （1971年4月 - 1973年9月） - 金曜11:35枠にて番組の再放送を実施。
- 日曜日 11:30 - 11:45 （1973年10月 - 1980年3月） - 金曜11:35枠にて番組の再放送を実施。
- 土曜日 11:30 - 11:45 （1980年4月 - 1983年3月）
- ----途中不明----
- 土曜日 11:30 - 11:45 （1986年4月 - 1992年3月）
- 土曜日 7:45 - 8:00 （1992年4月 - 1997年3月）
- 日曜日 7:15 - 7:30 （1997年4月 - 2006年3月）
- 日曜日 6:45 - 7:00 （2006年4月 - 2007年9月）

### フジテレビでの放送時間
- 木曜日 23:00 - 23:15 （1963年5月 - 1965年3月）
- 月曜日 22:30 - 22:45 （1965年4月 - 1965年9月）
- 木曜日 22:45 - 23:00 （1965年10月 - 1969年3月）
- 水曜日 22:45 - 23:00 （1969年4月 - 1969年9月、1971年4月 - 1973年9月）
- 火曜日 22:45 - 23:00 （1969年10月 - 1971年3月）
- 日曜日 11:30 - 11:45 （1973年10月 - 1980年3月）
- 土曜日 11:30 - 11:45 （1980年4月 - 1992年3月）
- 土曜日 7:45 - 8:00 （1992年4月 - 1997年3月）
- 日曜日 7:15 - 7:30 （1997年4月 - 2003年9月）
- 日曜日 6:45 - 7:00 （2003年10月 - 2004年3月）※東海テレビより30分早く放送

## ナレーター
並びは担当順。オープニングのテロップでは「語り手」と表記された。
- 下山順一
- 首藤満
- ----途中担当者名不明----
- 吉村功
- 高井一（23年復活特番も担当）

## 制作協力
作品によって中日映画社（中日新聞社子会社）と東海テレビプロダクション（東海テレビの番組制作を請け負う関連会社）が交代で制作していた。

## ネット局
- 東海テレビ（制作局）
- 北海道文化放送
- 青森放送
- 仙台放送
- 秋田テレビ（途中打ち切り）
- 福島中央テレビ→福島テレビ
- フジテレビ（放送開始から[1]2004年3月まで）
- 新潟総合テレビ
- 富山テレビ（1969年4月開局から、開局時は月曜 - 金曜 11:00 - 11:15にて放送）[6]
- 石川テレビ
- 福井テレビ
- 長野放送（1969年4月開局から、開局時は月曜 - 金曜の帯放送であった[7]が、1989年3月時点では土曜 11:30 - 11:45にて放送[8]）
- テレビ静岡
- 三重テレビ（東海テレビと重複放送）
- びわ湖放送
- KBS京都（2007年4月から）
- 関西テレビ（放送開始から[1]2004年3月まで）
- 山陰中央テレビ
- 岡山放送
- 広島テレビ→テレビ新広島
- 山口放送
- 四国放送
- テレビ愛媛
- 高知放送（高知さんさんテレビに移行せず打ち切り）
- テレビ西日本（1960年代にも放送、2006年4月から放送再開）
- テレビ長崎
- テレビ熊本
- 沖縄テレビ

ほか

## 特記
地方局では、この番組の過去の放送内容が放送番組センター配給のクレジット付きで再構成されている。